# Ducado de Tovar
El ducado de Tovar es un título nobiliario español creado el 27 de diciembre de 1906 por el rey Alfonso XIII a favor de Rodrigo de Figueroa y Torres, viii marqués de Gauna. Cuenta con Grandeza de España.
Rodrigo de Figueroa y Torres era hijo de Joaquín Ignacio de Figueroa y Mendieta y de Ana de Torres y Romo, i marquesa de Tovar, vi marquesa de Villamejor y vi vizcondesa de Irueste, por tanto hermano de Gonzalo de Figueroa y Torres, i duque de las Torres, vii marqués de Villamejor, conde de Mejorada del Campo, vizconde de Irueste, y de Álvaro de Figueroa y Torres, i conde de Romanones, Presidente del Senado de España, Presidente del Congreso de los Diputados de España y tres veces Presidente del Consejo de Ministros de España, y sobre todo, amigo personal de Alfonso XIII, por cuya amistad consiguió la creación de múltiples títulos nobiliarios para él, sus hermanos, su madre, etc, además de varias rehabilitaciones, como el ducado de las Torres, o el marquesado de Gauna.

## Antecedentes
El ducado de Tovar se creó en 1906, por elevación a ducado del marquesado de Tovar, que se había instituido el 10 de agosto de 1893, a favor de Ana de Torres y Romo (1831-1905), i marquesa de Tovar, vi marquesa de Villamejor y vi vizcondesa de Irueste. 
Al marquesado de Tovar se le había concedido la G.E. el 19 de febrero de 1902.

## Duques de Tovar
|                           | Titular                          | Periodo                   |
| Creación por Alfonso XIII | Creación por Alfonso XIII        | Creación por Alfonso XIII |
| ------------------------- | -------------------------------- | ------------------------- |
| i                         | Rodrigo de Figueroa y Torres     | 1906-1929                 |
| ii                        | Ignacio de Figueroa y Bermejillo | 1930-1953                 |
| iii                       | Alfonso de Figueroa y Bermejillo | 1957-1968                 |
| iv                        | Alfonso de Figueroa y Melgar     | 1969-actual titular       |

## Historia de los duques de Tovar

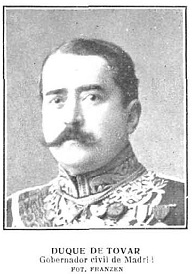
Fotografía del i duque de Tovar, por Christian Franzen.

- Rodrigo de Figueroa y Torres (1866-1929), i duque de Tovar (por elevación del marquesado de Tovar, título que en 1893 le cedió su madre Ana de Torres y Romo, vi marquesa de Villamejor y vi vizcondesa de Irueste). También fue ix marqués de Gauna, título que rehabilitó en 1909.

1. Casó con Amelia de Bermejillo y Martínez-Negrete, Dama de la Reina Victoria Eugenia de España. Le sucedió su hijo:

- Ignacio de Figueroa y Bermejillo (1892-1953), ii duque de Tovar, marqués de Santofloro,[2] gentilhombre grande de España con ejercicio y servidumbre del rey Alfonso XIII.  Soltero. Sin descendientes. Le sucedió su hermano:

- Alfonso de Figueroa y Bermejillo (1897-1968), iii duque de Tovar, x marqués de Gauna, también gentilhombre grande de España con ejercicio y servidumbre del rey Alfonso XIII.

1. Casó con María de Valvanera de Melgar y Rojas. Le sucedió su hijo:

- Alfonso de Figueroa y Melgar (n. en 1936), iv duque de Tovar, xi marqués de Gauna.

1. Casó con Olivia de Borbón y Rueda, iv marquesa de Villamantilla de Perales.